# 柳博穆德里夫卡
51°11′46″N 32°22′34″E / 51.19611°N 32.37611°E
柳博穆德里夫卡（烏克蘭語：Любомудрівка），是烏克蘭北部的村莊，隸屬切爾尼希夫州的尼任區。該村面積0.001平方公里，海拔高度129米，2006年人口126，人口密度每平方公里126,000人。